# Fostul sediu al comitatului Odorhei
Fostul sediu al comitatului Odorhei este un monument istoric aflat pe teritoriul municipiului Odorheiu Secuiesc. Clădirea a fost dată în folosință în anul 1896. În perioada interbelică a servit drept sediu al prefecturii județului Odorhei.